# Рябчиков, Владимир Иванович
Владимир Иванович Рябчиков (4 декабря 1934 года, Сине-Кинчеры, Урмарский район — 11 января 2002 года, Чебоксары) — токарь Чебоксарского производственного объединения «Промприбор». Заслуженный машиностроитель РСФСР. Герой Социалистического Труда (1981).

## Биография
С 1948 года начал трудиться в колхозе имени Чапаева Урмарского района Чувашской АССР. В 1952 году был назначен звеньевым полеводческого звена. Служил в Советской Армии (1954-57). После армии окончил вечернюю школу. С 1960 трудился токарем на Чебоксарском заводе электроники и механики. Был одним из инициаторов движения по повышению производительности труда в Чувашской АССР. Активно участвовал в выполнении планов 9-й пятилетки. Разработал личный план по повышению производительности труда, в результате чего он выполнил 9-ю пятилетку за 2 года и 10 месяцев.
В 1976 году ему было присвоено звание «Лучший токарь» и в 1980 году — «Заслуженный машиностроитель РСФСР».

## Награды
- Орден Ленина (дважды)
- Орден Трудового Красного Знамени
- В 1975 году занесен в книгу Трудовой Славы и Героизма Чувашской АССР.
- В 1976 году присвоено звание «Лучший токарь» Министерства приборостроения СССР,
- В 1980 году присвоено звание «Заслуженный машиностроитель РСФСР».
- медаль «За трудовую доблесть»,
- медаль «За доблестный труд. В ознаменование 100-летия со дня рождения В. И. Ленина»;
- По итогам 1973, 1974, 1975 и 1976 годов награждается знаками «Победитель соцсоревнования».
- В 1979 году вручается Знак ВЦСПС и ЦК ВЛКСМ «Наставник молодёжи».